# AS 칸
AS 칸 (Association Sportive de Cannes Football) 은 프랑스의 칸을 연고로 하는 축구 클럽으로, 1909년 설립되었다. 이 팀은 지네딘 지단, 파트리크 비에라 등 저명한 프랑스 대표 선수들을 배출해냈지만, 오랫동안 성적 부진으로 인해 현재 4부 리그에 해당되는 샹피오나 나시오날 2에 소속되어 있다.

## 선수 명단

### 현역
참고: FIFA 자격 규정에 따라 소속된 국가대표팀 국기를 표시합니다. 선수는 복수의 FIFA 비회원국 국적을 가지고 있을 수 있습니다.
| 번호 | 포지션 | 국적 | 이름 |
| ---- | ------ | ---- | ---- |

| 번호 | 포지션 | 국적     | 이름                 |
| ---- | ------ | -------- | -------------------- |
| 25   | MF     | 모리타니 | 알미케 무사 은디아예 |
| -    | MF     | 잉글랜드 | 아서 다시에무 마이   |

## 역대 감독
| 감독                | 임기        |
| ------------------- | ----------- |
| 윌리엄 에이켄       | 1932 ~ 1934 |
| 사페트 수시치       | 1994 ~ 1995 |
| 베르나르 카소니     | 2001        |
| 네나드 스토이코비치 | 2003        |
| 에르베 르나르       | 2005 ~ 2007 |